# Liste der Kulturdenkmale in Bönebüttel
In der Liste der Kulturdenkmale in Bönebüttel sind alle Kulturdenkmale der schleswig-holsteinischen Gemeinde Bönebüttel (Kreis Plön) aufgelistet (Stand: 10. März 2025).

## Legende
In den Spalten befinden sich folgende Informationen:
- Objekt-ID: die Nummer des Kulturdenkmales
- Lage: die Adresse des Kulturdenkmales und die geographischen Koordinaten. Kartenansicht, um Koordinaten zu setzen. In der Kartenansicht sind Kulturdenkmale ohne Koordinaten mit einem roten Marker dargestellt und können in der Karte gesetzt werden. Kulturdenkmale ohne Bild sind mit einem blauen Marker gekennzeichnet, Kulturdenkmale mit Bild mit einem grünen Marker.
- Offizielle Bezeichnung: Bezeichnung des Kulturdenkmales
- Beschreibung: die Beschreibung des Kulturdenkmales
- Bild: ein Bild des Kulturdenkmales

## Sachgesamtheiten
| Objekt-ID | Lage                                                                  | Offizielle Bezeichnung          | Beschreibung | Bild |
| --------- | --------------------------------------------------------------------- | ------------------------------- | --- | ---- |
| 39420     | Bönebütteler Damm 158, Bönebütteler Damm (54° 4′ 43″ N, 10° 3′ 30″ O) | Hofanlage Bönebütteler Damm 158 | Hofanlage Bönebütteler Damm 158; 2. Hälfte 19. Jh.; zentral gelegenes Ensemble aus Wohnhaus, Querscheune, Remise und Wirtschaftsgebäude - Begründung: geschichtlich, städtebaulich, Kulturlandschaft prägend - Schutzumfang: Wohnhaus, Querscheune (Bönebütteler Damm 158), Remise, Wirtschaftsgebäude (Bönebütteler Damm) | BW   |

## Bauliche Anlagen
| Objekt-ID      | Lage                                               | Offizielle Bezeichnung | Beschreibung | Bild                             |
| -------------- | -------------------------------------------------- | ---------------------- | --- | -------------------------------- |
| 39421          | Bönebütteler Damm 158 (54° 4′ 43″ N, 10° 3′ 31″ O) | Wohnhaus               | Wohnhaus; 2. Hälfte 19. Jh.; eingeschossiger traufständiger Backsteinbau mit durchfenstertem Drempel, flachgeneigtem Satteldach und zweigeschossigem Mittelrisalit, markante umlaufende Klötzchenfriese - Begründung: geschichtlich, städtebaulich, Kulturlandschaft prägend - Schutzumfang: gesamtes Objekt - Denkmaltyp: Bauliche Anlage, Sachgesamtheit: Hofanlage Bönebütteler Damm 158 | BW                               |
| 39422          | Bönebütteler Damm 158 (54° 4′ 42″ N, 10° 3′ 31″ O) | Querscheune            | Querscheune; 2. Hälfte 19. Jh.; eingeschossiger traufständiger Backsteinbau mit hohem Drempel und flachgeneigtem Satteldach, seitliche Toreinfahrt mit Kielbogenabschluss - Begründung: geschichtlich, städtebaulich, Kulturlandschaft prägend - Schutzumfang: gesamtes Objekt - Denkmaltyp: Bauliche Anlage, Sachgesamtheit: Hofanlage Bönebütteler Damm 158                               | BW                               |
| 2419 Wikidata  | Dorfstraße 18 (54° 4′ 10″ N, 10° 2′ 37″ O)         | Fachhallenhaus         | Alteintragung (Aktualisierung vorgesehen) - Begründung: Alteintragung (Aktualisierung vorgesehen) - Schutzumfang: Alteintragung (Aktualisierung vorgesehen) - Denkmaltyp: Bauliche Anlage | BW                               |
| 3110 Wikidata  | Dorfstraße 18 (54° 4′ 11″ N, 10° 2′ 38″ O)         | Windmühle              | Windmühle „Elfriede“ Alteintragung (Aktualisierung vorgesehen) - Begründung: Alteintragung (Aktualisierung vorgesehen) - Schutzumfang: Alteintragung (Aktualisierung vorgesehen) - Denkmaltyp: Bauliche Anlage | weitere Fotos \| Fotos hochladen |
| 19258 Wikidata | Dorfstraße 18 (54° 4′ 8″ N, 10° 2′ 38″ O)          | Toranlage              | Alteintragung (Aktualisierung vorgesehen) - Begründung: Alteintragung (Aktualisierung vorgesehen) - Schutzumfang: Alteintragung (Aktualisierung vorgesehen) - Denkmaltyp: Bauliche Anlage | BW                               |
| 19260 Wikidata | Dorfstraße 18 (54° 4′ 9″ N, 10° 2′ 37″ O)          | Ziehbrunnen            | Alteintragung (Aktualisierung vorgesehen) - Begründung: Alteintragung (Aktualisierung vorgesehen) - Schutzumfang: Alteintragung (Aktualisierung vorgesehen) - Denkmaltyp: Bauliche Anlage | BW                               |
| 19259 Wikidata | Dorfstraße 18 (54° 4′ 9″ N, 10° 2′ 37″ O)          | Hofpflaster            | Alteintragung (Aktualisierung vorgesehen) - Begründung: Alteintragung (Aktualisierung vorgesehen) - Schutzumfang: Alteintragung (Aktualisierung vorgesehen) - Denkmaltyp: Bauliche Anlage | BW                               |
| 5590 Wikidata  | Dorfstraße 18a (54° 4′ 9″ N, 10° 2′ 38″ O)         | Kate                   | Alteintragung (Aktualisierung vorgesehen) - Begründung: Alteintragung (Aktualisierung vorgesehen) - Schutzumfang: Alteintragung (Aktualisierung vorgesehen) - Denkmaltyp: Bauliche Anlage | BW                               |

## Quelle
- Liste der Kulturdenkmale in Schleswig-Holstein – Kreis Plön (PDF)

- Karte mit allen Koordinaten:
- OSM |
- WikiMap